# 闾叱地连
闾叱地连（538年—550年5月8日），柔然邻和公主，东魏长广郡公高湛的元配妻子，柔然可汗阿那瓌的孙女，太子庵罗辰的女儿。
兴和四年（542年），柔然可汗阿那瓌以孙女闾叱地连嫁给高欢的嫡第九子长广公高湛为妻，举行隆重婚礼，时高湛5岁。邻和公主4岁。武定八年四月七日（550年5月8日），闾叱地连因病在晋阳去世，虚岁十三，同年岁次庚午五月己酉朔十三日辛酉（550年6月12日）葬于滏阳河以南，齐献武王高欢陵营以内，魏孝静帝敕令并州造辒辌车供闾叱地连的丧事使用。
1978年至1979年，闾叱地连的坟墓被河北省磁县文化馆發掘，它位于河北磁县大冢营村。墓中出土少年女性头骨一具及少许残骸。